# Algeriets herrlandslag i basket
Algeriets herrlandslag i basket representerar Algeriet i basket på herrsidan. Laget slutade på 15:e plats i 
världsmästerskapet 2002. samt tog silver i afrikanska mästerskapet 2001. och brons 1965.

### Fotnoter
1. ↑  Todor Krastev (11 mars 2002). ”Men Basketball World Championship 2002 Indianapolis (USA) - 29.08-08.09 -5 GMT Winner Yugoslavia” (på engelska). Sport Statistics. Arkiverad från originalet den 11 juli 2008. https://web.archive.org/web/20080711144001/http://todor66.com/basketball/World/Men_2002.html. Läst 29 juni 2015.
2. ↑  ”Men Basketball Africa Championship 2001 Casablanca, Rabat (MOR) - 04-12.08 Winner Angola” (på engelska). Sport Statistics. 11 mars 2001. Arkiverad från originalet den 16 april 2015. https://web.archive.org/web/20150416213417/http://www.todor66.com/basketball/Africa/Men_2001.html. Läst 29 juni 2015.
3. ↑  ”Men Basketball Africa Championship 1965 Tunis (TUN) - 28.03-02.04 Winner Morocco” (på engelska). Sport Statistics. 11 mars 1965. Arkiverad från originalet den 16 april 2015. https://web.archive.org/web/20150416201037/http://www.todor66.com/basketball/Africa/Men_1965.html. Läst 29 juni 2015.